# Matteo Messina Denaro

Matteo Messina Denaro, né le 26 avril 1962 à Castelvetrano dans la province de Trapani en Sicile et mort le 25 septembre 2023 à L'Aquila (Abruzzes), est un chef mafieux italien.
Fils du chef mafieux de Castelvetrano et tueur pour le parrain Salvatore "Totò" Riina, il participe à la stratégie de la violence menée par le clan des Corleone contre les institutions italiennes au début des années 1990, notamment à l’organisation des attentats à la bombe en 1992 et 1993.
Devenu capo de la province de Trapani, il est candidat à la succession de Bernardo Provenzano en 2006 comme capo di tutti capi, à la tête de Cosa Nostra, mais il est évincé par Salvatore Lo Piccolo, arrêté le 5 novembre 2007.
En fuite depuis 1993, dernier fugitif numéro un de la Cosa nostra, il est arrêté à Palerme le 16 janvier 2023 et meurt quelques mois plus tard d'un cancer.

## Biographie

### Ascension au sein de Cosa nostra
Surnommé « Diabolik » ou « U Siccu » (« le maigre »), Matteo Messina Denaro est le quatrième de six enfants de Francesco Messina Denaro, surnommé « Don Ciccio », patron de la famille mafieuse de Castelvetrano et capo de la région de Trapani (Capo commissione di Trapani), retrouvé mort en 1998 après 8 ans de cavale.
Officiellement exploitant agricole à la suite de son père, Matteo Messina Denaro, quand son père s'allie au clan des Corleonesi au début des années 1980, lors de la deuxième guerre de la mafia, devient proche de Totò Riina, qui domine par la violence la mafia sicilienne. Armé d'un Walther P38, il est l'un des tueurs du boss dont il gagne progressivement la confiance contre les familles rebelles de Marsala et de la vallée du Belice.
Titulaire d'un diplôme d'études techniques, il est féru d'électronique. Surnommé « Diabolik », en référence à une bande dessinée italienne qu'il affectionne, il commet son premier meurtre à 18 ans.
Entre 1987 et 1991, il aide la famille Accardo, alliée des Corleonais, à prendre le pouvoir à Partanna contre les Ingoglia, démontrant ses qualités de stratège et de tueur. En 1989, son père lui confie les meurtres de quatre membres de la famille Alcamo opposés à la stratégie de Denaro et de Corleonais, qui sont étranglés et dissous dans l'acide. Matteo Messina Denaro prend progressivement la place de son père malade et devient une réplique de son mentor, le Corleonais Totò Riina, connu pour sa violence et son habileté en affaires.
Il s'en démarque cependant en menant une vie dispendieuse et visible, achetant vêtements, montres et voitures de luxe, sortant en discothèque, séduisant de nombreuses femmes en cachant son strabisme derrière des lunettes aux verres fumés. Le 21 février 1991, il tue un rival amoureux, directeur de l’hôtel Paradise Beach de Sélinonte.
Contrôlé en compagnie de trois chefs mafieux le 23 mars 1987, il est dès lors suspecté par la justice d'appartenir à Cosa nostra. Alors que le Maxi-procès de Palerme (1986-1987) laisse la mafia trapanaise dans l'ombre, Calogero Germana, responsable de la Squadra mobile d'Agrigente en 1982, de Mazara del Vallo, en 1984 puis de Trapani à partir de mars 1988, enquête sur les Messina Denaro pour association mafieuse à partir de 1986, avec l'appui du procureur de Trapani, Paolo Borsellino. En janvier 1990, Borsellino provoque la fuite de Francesco Messina Denaro en demandant sa surveillance, la confiscation de ses biens et son interdiction de séjour à Castelvetrano. La justice le refuse faute de preuve.
Matteo Messina Denaro participe à l'automne 1991 à Castelvetrano à la réunion aux côtés de Vincenzo Sinacori, Salvatore Biondino, Giuseppe et Filippo Graviano lors de laquelle Riina décide de répondre au « maxi-procès » en attaquant l’État, à travers le juge Giovanni Falcone, les journalistes Maurizio Costanzo et Andrea Barbato, et le ministre Claudio Martelli. Messina devient l'un des acteurs de la « stratégie de la violence » de Cosa nostra contre l’État : il appartient début 1992, au groupe chargé d'assassiner le juge Giovanni Falcone à Rome, projet finalement reporté au 23 mai 1992 en Sicile. Il est ensuite l'un des commanditaires des attentats de Capaci et de la via D'Amelio en mai et juillet 1992. Après ceux-ci, il participe à une nouvelle réunion convoqué par Riina avec Sinacori, Gioè, La Barbera, Bagarella et Brusca, qui acte de nouvelles attaques au cœur de l'Italie.
Il est soupçonné d'avoir commis au moins 50 meurtres avant d'avoir 30 ans, ce dont il se vante, déclarant par exemple : « Con le persone che ho ammazzato, io potrei fare un cimitero. » (Avec les personnes que j'ai tuées, je pourrais remplir un cimetière.). Parmi les meurtres les plus célèbres de Matteo, il y a en juillet 1992 l'assassinat de Vincenzo Milazzo, « boss » de la « famille d'Alcamo » qui commence à douter de la stratégie de Totò Riina. « Diabolik » étrangle également Antonella Bonomo, la fiancée de Milazzo enceinte de 3 mois. Le 14 septembre 1992, il tenta de tuer Calogero Germanà, le commissaire de police de Mazara del Vallo.
Au sein de la Cosa nostra, Matteo Messina Denaro devint le chef de la province de Trapani à l'été 1992. Tout en restant fidèle au Corleonais, il se lie avec les principales familles palermitaines et les nouveaux clans d'Agrigente.
En janvier 1993, le capo di tutti capi Totò Riina est arrêté et un autre Corleonais, Leoluca Bagarella, lui succède. La même année, Matteo, qui vient d'avoir 31 ans, entre dans la cupola, un groupe de capi sélectionnés pour coordonner la Cosa nostra[réf. nécessaire]. Il aurait récupéré les documents les plus compromettants dans la maison de Riina.
« Diabolik » est l'un des protagonistes de la réponse de Riina contre l'État italien, en pleine opération Mains propres lancée par les magistrats. Depuis sa prison, il implique Denaro dans les négociations avec l'État visant à faire libérer les principaux chefs mafieux incarcérés contre la promesse de dissoudre Cosa Nostra.

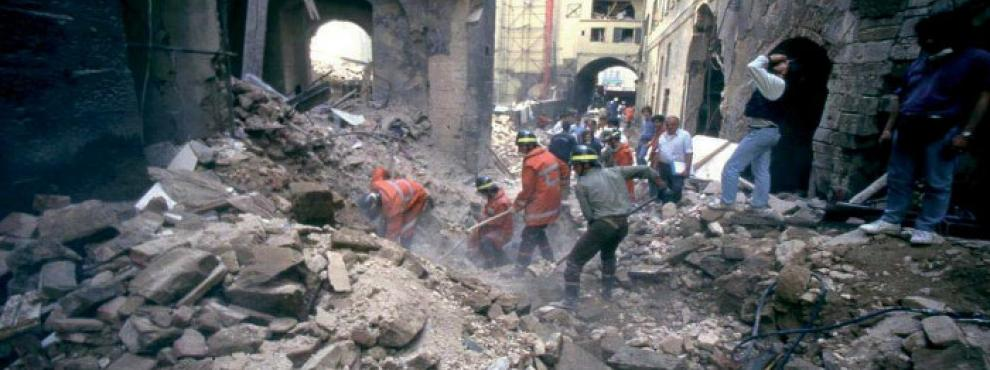
L'attentat de la Via dei Georgofili à Florence, dont Matteo Messina Denaro est responsable, fait 5 morts.

Espérant infléchir le régime carcéral d'isolement des parrains mafieux, il définit les cibles et coordonne l'organisation entre mai et juillet 1993 des attentats de la via Fauro à Rome contre Maurizio Costanzo, et la via dei Georgofili à Florence en mai 1993, puis ceux de la via Palestro à Milan et près de l'Archibasilique Saint-Jean-de-Latran et de l'église San Giorgio in Velabro à Rome en juillet. Une de ses cibles est l'Église catholique. Denaro envoie également des messages clairs aux médias, en exécutant plusieurs journalistes qui s'intéressent de trop près à Cosa Nostra. La justice s'aperçoit alors que l'arrestation de Totò Riina et de plusieurs autres criminels importants n'avait pas déstabilisé Cosa Nostra. Ils découvrent également une nouvelle génération de mafiosi, probablement aussi cruels et violents que Riina.

### Cavale et arrestation

Photo d'identité de Matteo Messina Denaro en 1993.

Soupçonné pour la série d'attentats en Italie continentale, Denaro entre dans la clandestinité en juin 1993. Un mandat d'arrêt est lancé contre lui pour association mafieuse, meurtre, massacre, dévastation, possession et port de matériel explosif, vol et autres délits mineurs. Sa cavale commence en Autriche, puis à Forte dei Marmi, il voyage en Grèce, rencontre des partenaires d'affaires au Guatemala mais passe l'essentiel de son temps en Sicile. 
Messina Denaro poursuit sa carrière criminelle auprès de Bernardo « U traturri » Provenzano, qui succède à Leoluca Bagarella en 1995 comme capo di tutti capi et choisit de pacifier les relations de Cosa nostra l'État italien pour rendre « invisible » la mafia en faisant cesser les meurtres de fonctionnaires et les attentats-spectacles et de l'intégrer dans l'économie et la finance internationales. Messina Denaro apprend la gestion de la Cupola auprès de Provenzano auquel il reste fidèle et dont il adopte la stratégie affairiste : tout en maintenant les liens traditionnels entre entrepreneurs locaux et hommes politiques, il développe sa mainmise sur les contrats de gros chantiers de travaux publics et sur le trafic de drogues. 
Le 23 décembre 1995, il tue un surveillant de la prison de Palerme en soutien aux mafieux incarcérés. En 1996, il est le geôlier du jeune Giuseppe Di Matteo, fils d'un repenti, qu'il fait étrangler par Giovanni Brusca à l'issue d'une séquestration de 779 jours, et fait disparaitre le corps dans de l'acide. La même année, Giovanni Brusca, devenu « pentito » (repenti), brise l'omertà et témoigne au gouvernement tout ce qu'il sait à propos de Messina Denaro. La justice italienne, qui considère Matteo Messina Denaro au centre de la stratégie de mort lancée par Cosa Nostra, décide d'émettre un avis de recherche.
Délaissant les meurtres au profit des affaires moins voyantes au début des années 2000, il serait parvenu à faire soigner son strabisme à Barcelone et va en Floride en 2006. 
Le 11 avril 2006, Bernardo Provenzano est arrêté par la police dans une ferme à Montagna dei Cavalli (it), à trois kilomètres de Corleone, en Sicile. Matteo Messina Denaro est cité comme possible héritier, mais c'est Salvatore Lo Piccolo qui lui succède. Quand ce dernier est à son tour arrêté en novembre 2007, beaucoup de gens pensent que Matteo Messina Denaro est devenu le nouveau capo di tutti capi, même si, contrairement à tous ses prédécesseurs, il n'est pas originaire de la région de Palerme.
Il modernise l'organisation de Cosa Nostra, réduisant sa dimension pyramidale en permettant aux simples hommes de mains de s'affilier au comandante in capo de la province, sans passer par les lieutenants et chefs de clan. Il diversifie les secteurs d'activités de la mafia, qui se normalise dans les milieux économiques légaux et s'introduit dans les réseaux de sociabilité comme les loges maçonniques.
Pendant ces années, la stratégie des autorités consiste à l'isoler en arrêtant 250 de ses proches et ses collaborateurs, avec un succès relatif. Objet d'une grande fidélité, voire d'une vénération, il est difficile à localiser car il communique en écrivant sur des bouts de papiers, appelés pizzini, qui sont transmis à leurs destinataires en prenant parfois des mois. Sa décision de ne pas faire payer le pizzo, l'impôt mafieux, aux plus démunis, est perçue comme une mesure sociale et est récompensée par le silence face aux autorités.
En 2002, lors du procès Omega, contre la mafia de Trapani, il est l'un des 27 condamnés à perpétuité,. Le 16 janvier 2012, Messina Denaro est condamné à la réclusion à perpétuité pour le meurtre de l'adolescent, peine confirmée en appel le 18 mars 2013. Il est également condamné à la prison à vie par contumace que pour les massacres des juges Falcone et Borsellino par la cour d'assises de Caltanissetta le 19 octobre 2020.
Criminel le plus recherché d'Italie, il est arrêté le 16 janvier 2023 dans une clinique de Palerme, où il suit sous un nom d'emprunt, Andrea Bonafede, une chimiothérapie contre un cancer du colon. Son emprisonnement ne suspend pas son traitement. L'enquête révèle qu'il a passé les dernières années de sa fuite caché à quelques kilomètres de sa ville natale, dans un appartement du rez-de-chaussée de Campobello di Mazara. Auparavant, sa fuite l'a conduit dans plusieurs pays étrangers, notamment aux Pays-Bas et au Venezuela.
Moins que l'affaiblissement de la mafia, désormais structurellement inscrite dans l'économie sicilienne, l'arrestation de Messina Denaro marque surtout l'affirmation politique de l'autorité de l’État et de la justice.

## Activités
Le père de Matteo Messina Denaro contrôlait dans la province de Trapani le prix de l'huile d'olive et la production viticole, captait une partie des ventes de terrains agricoles, et trempait dans le trafic de stupéfiants avec la mafia italo-américaine, Trapani étant le principal point d'entrée de l'argent de la drogue en Sicile et donc le contrôle de sa province un enjeu essentiel des luttes de pouvoir au sein de la Cosa nostra.
Impliqué dans des affaires typiquement mafieuses, tels que la collecte du pizzo (le racket de commerçants), l'élimination illégale des déchets et le détournement de fonds, Matteo Messina Denaro fait fortune dans le trafic d'héroïne et de cocaïne, en association avec des barons de la drogue colombiens et vénézuéliens. Fiché par le FBI, Denaro est considéré en 2008 comme un des cinq plus gros trafiquants de drogue au monde, à la tête d'un réseau international. Il est également impliqué dans le trafic d'armes.
Pour blanchir son argent, il possède les supermarchés Despar de la Sicile occidentale derrière son prête-nom, Giuseppe Grigoli arrêté en 2007, investit dans l'immobilier touristique sur l'île et l’énergie éolienne autour de Castelvetrano. La justice saisit 700 millions d’euros d'avoirs dans la grande distribution, 1,5 milliard dans le tourisme, 500 millions dans la construction. Sa famille possédait le quasi-monopole de la construction dans la province de Trapani, le long de la côte de Castelvetrano et de Mazara del Vallo.

## Personnalité
Messina Denaro est le contraire de Provenzano et des chefs mafieux traditionnels ; il est réputé brutal, impulsif, arrogant et plutôt exhibitionniste. Il roule en Porsche, porte des costumes de luxe (Armani ou Gianni Versace), des lunettes Ray-Ban et des montres Rolex en or. Il passe pour être un grand séducteur ; il est marié à Maria Mesi mais a déjà eu une fille avec une femme nommée Francesca Alagna. Ses passe-temps sont les jeux vidéo et les bandes dessinées, notamment Diabolik. Il apprécie également les ouvrages de Daniel Pennac.
Amateur d'antiquités, il tente de dérober en 1998 le Satyre de Mazara del Vallo alors que son père, trafiquant occasionnel de vestiges antiques siciliens, avait volé l'Éphèbe de Sélinonte en 1962.

## Liens politiques
L'infiltration des milieux politiques et judiciaires est très importante pour une organisation criminelle de l'envergure de Cosa Nostra. À l'époque de l'opération Mains propres, Messina Denaro imagine son propre parti, Sicilia Libera, en octobre 1993 dans un hôtel de Palerme. Imitant la Ligue du Nord et défendant l'autonomie de l'île, son mouvement ne voit finalement pas le jour. Quelques mois plus tard, Antonio d'Ali (it), membre de la famille trapanese de banquiers et politiciens D'Ali dont Don Ciccio s'est occupé des terres, est élu sénateur avec Forza Italia, le parti de Silvio Berlusconi. Messina Denaro aurait donné des millions à d'Ali pour des fonds politiques. 
Avant l'arrestation de Bernardo Provenzano en 2006, Messina Denaro lui écrit à propos des élus qu'il considère avoir « domestiqués » : « On sait comment sont les politiciens (...), il n'y en a pas un qui se salira la bouche pour nous, nous n'avons plus le pouvoir contractuel d'avant... »
Un des beaux-frères de Matteo, Vito Panicola, a été arrêté pour avoir accidentellement tué son fils, alors qu'il essayait de tuer un autre homme. Avant cet évènement, Vito Panicola était un des membres du conseil communal (it) de la ville de Trapani.